# Folkskoleinspektör
Folkskoleinspektör var en befattning inom svenska skolväsendet från 1861 till 1958 som hade att följa upp och rapportera hur folkskolorna fungerade. 
Från starten 1861 fanns det 20 folkskoleinspektörer, vilka 1920 successivt utökats till 52 samt en nomadskoleinspektör. Tjänsterna fanns främst länsvis men också i de större städerna och kommunerna. Befattningen var inledningsvis ofta en bisyssla till präster och seminarielärare men övergick med tiden till att bli en heltidstjänst.
Folkskoleinspektörerna ersattes 1958 av statliga skolinspektörer och länsskolinspektörer

## Östergötlands län
- 1881–1892: Rudolf Fjetterström
- 1882–1890: Walfrid Sandberg
- 1887–1892: Gustaf Aron Tranér
- 1887–1892: August Arman
- 1890–1902: August Söderlund
- 1893–1898: Karl Beckman
- 1893–1914: Carl Sundell
- 1895–1902: Wilhelm Larsson